# Jon Fitch
Jonathan Parker "Jon" Fitch (24 de febrero de 1978) es un artista marcial mixto estadounidense. Actualmente compite en la categoría de peso wélter en Bellator MMA. Anteriormente combatió en UFC, donde fue considerado durante mucho tiempo como uno de los competidores de élite de la división.

## Primeros años
Después de graduarse en Carroll High School (Fort Wayne, Indiana), Fitch se inscribió en la Universidad Purdue en 1997 donde se graduó en 2002 con una licenciatura en educación física e historia. Terminó con un récord de 45-51 en general en su carrera como luchador colegial.
Tom Erikson - un exluchador de PRIDE - llevaba a otros artistas marciales mixtos al gimnasio de lucha libre, donde Fitch conoció a los peleadores Mark Coleman y Gary Goodridge. Fitch se interesó en el deporte y el dinero que los combatientes de primera línea estaban ganando, y comenzó su carrera de artes marciales mixtas en el 2002.

## Carrera en artes marciales mixtas

### Ultimate Fighting Championship
Fitch se enfrentó a Brock Larson el 3 de octubre de 2005 en UFC Fight Night 2. Fitch ganó la pelea por decisión unánime.
En 2006, Fitch se enfrentó a Josh Burkman el 6 de abril de 2006 en UFC Fight Night 4 al que derrotó por sumisión en la segunda ronda. En junio del mismo año, se enfrentó a Thiago Alves en UFC Fight Night 5 donde ganó la pelea por nocaut técnico en la segunda ronda. En octubre, derrotó a Kuniyoshi Hironaka en UFC 64 por decisión unánime.
En su primera pelea del 2007, Fitch se enfrentó a Luigi Fioravanti en UFC 68. Fitch ganó la pelea por sumisión en la segunda ronda. En junio del mismo año, se enfrentó a Roan Carneiro en UFC Fight Night 10 donde Fitch ganó la pelea por sumisión en la segunda ronda. En septiembre, derrotó a Diego Sánchez en UFC 76 por decisión dividida.
En 2008, Fitch derrotó a Chris Wilson en UFC 82 por decisión unánime.
Fitch se enfrentó a Georges St-Pierre el 9 de agosto de 2008 en UFC 87 por el campeonato de peso wélter de UFC. Fitch perdió la pelea por decisión unánime. Tras el evento, ambos peleadores ganaron el premio a la Pelea de la Noche.
En 2009, Fitch ganó sus tres peleas por decisión unánime ante Akihiro Gono el 31 de enero en UFC 94, contra Paulo Thiago el 11 de julio en UFC 100 y ante Mike Pierce el 12 de diciembre en UFC 107.
Fitch se enfrentó a Ben Saunders el 27 de marzo de 2010 en UFC 111. Fitch ganó la pelea por decisión unánime.
Fitch se enfrentó a Thiago Alves el 7 de agosto de 2010 en UFC 117. Fitch ganó la pelea por decisión unánime.
Fitch se enfrentó a B.J. Penn el 27 de febrero de 2011 en UFC 127. Fitch y Penn empataron en un empate mayoritario.
Fitch se enfrentó a Johny Hendricks el 30 de diciembre de 2011 en UFC 141. Fitch perdió la pelea por nocaut en la primera ronda.
Fitch se enfrentó a Erick Silva el 13 de octubre de 2012 en UFC 153. Fitch ganó la pelea por decisión unánime. Tras el evento, ambos peleadores ganaron el premio a la Pelea de la Noche.
Fitch se enfrentó a Demian Maia el 2 de febrero de 2013 en UFC 156. Fitch perdió la pelea por decisión unánime (30-27, x3) y despedido por UFC, a pesar de ser uno de estar clasificado entre los 10 wélter y tener un récord 14-3-1 con la promoción.

### World Series of Fighting
El 7 de marzo de 2013, se anunció que Fitch había firmado un contrato de cuatro peleas con World Series of Fighting. Hizo su debut profesional el 14 de junio de 2013 en WSOF 3, en una revancha contra Josh Burkman. Fitch fue derribado y Burkman lo terminó con una sumisión de guillotina. Burkman se convirtió en el segundo hombre en derrotar a Fitch por sumisión, siendo el primero Mike Pyle.
Fitch se enfrentó a Marcelo Alfaya en WSOF 6 el 26 de octubre de 2013. Fitch ganó la pelea por decisión dividida.
El 5 de julio de 2014, Ficht se enfrentó a Dennis Hallman en WSOF 11 al que derrotó por decisión unánime.
Fitch se enfrentó a Rousimar Palhares el 13 de diciembre de 2014 en WSOF 16 por el campeonato de peso wélter. Fitch perdió la pelea por sumisión en la primera ronda.
El 17 de octubre de 2015, Fitch se enfrentó a Yushin Okami en WSOF 24. Fitch ganó la pelea por decisión unánime.
El 2 de abril de 2016, Fitch se enfrentó a João Zeferino por el título vacante de peso wélter en WSOF 30. Fitch ganó la pelea por decisión unánime.

## Vida personal
Jon y su novia Michelle se comprometieron el día después de UFC 100. La pareja se casó el 4 de septiembre de 2010.
Fitch apareció el 5 de noviembre de 2008 en un episodio de Cazadores de mitos. Los Cazadores de mitos estaban tratando de determinar si alguien podría perforar un ataúd con la intención de salir de él. Fitch golpeó el ataúd donde el sensor indicó que el poder de golpe de Fitch fue un poco menos de 1,500 libras de fuerza (6.672 N).

## Campeonatos y logros
- Ultimate Fighting Championship
  - Pelea de la Noche (dos veces)
  - Mayor número de golpes lanzados en la historia de UFC (2,149)[25]

- World Series of Fighting
  - Campeonato de Peso Wélter (una vez)

## Récord en artes marciales mixtas
| Resultado     | Récord     | Oponente           | Método                      | Evento                            | Fecha                    | Ronda | Tiempo | Localización              | Notas                                                                                                 |
| ------------- | ---------- | ------------------ | --------------------------- | --------------------------------- | ------------------------ | ----- | ------ | ------------------------- | --- |
| Empate        | 31–7–2 (1) | Rory MacDonald     | Empate (mayoritario)        | Bellator 220                      | 27 de abril de 2019      | 5     | 5:00   | San José, California      | Por el Campeonato de Peso Wélter de Bellator; Cuartos de final del Gran Premio de Peso Wélter         |
| Victoria      | 31–7–1 (1) | Paul Daley         | Decisión (unánime)          | Bellator 199                      | 12 de mayo de 2018       | 3     | 5:00   | San José, California      | |
| Victoria      | 30–7–1 (1) | Brian Foster       | Sumisión (side choke)       | PFL 1                             | 30 de junio de 2017      | 2     | 3:12   | Daytona Beach, Florida    | Defendió el Campeonato de Peso Wélter de PFL.                                                         |
| Victoria      | 29–7–1 (1) | Jake Shields       | Decisión (unánime)          | WSOF 34                           | 31 de diciembre de 2016  | 5     | 5:00   | New York City, New York   | Defendió el Campeonato de Peso Wélter de WSOF.                                                        |
| Victoria      | 28–7–1 (1) | João Zeferino      | Decisión (unánime)          | WSOF 30                           | 2 de abril de 2016       | 5     | 5:00   | Las Vegas, Nevada         | Ganó el Campeonato vacante de Peso Wélter de WSOF.                                                    |
| Victoria      | 27–7–1 (1) | Yushin Okami       | Decisión (unánime)          | WSOF 24                           | 17 de octubre de 2015    | 3     | 5:00   | Mashantucket, Connecticut | Eliminatoria por el título.                                                                           |
| Derrota       | 26–7–1 (1) | Rousimar Palhares  | Sumisión (kneebar)          | WSOF 16                           | 13 de diciembre de 2014  | 1     | 1:30   | Sacramento, California    | Por el Campeonato de Peso Wélter de WSOF.                                                             |
| Victoria      | 26–6–1 (1) | Dennis Hallman     | Decisión (unánime)          | WSOF 11                           | 5 de julio de 2014       | 3     | 5:00   | Coral Gables, Florida     | |
| Victoria      | 25–6–1 (1) | Marcelo Alfaya     | Decisión (dividida)         | WSOF 6                            | 26 de octubre de 2013    | 3     | 5:00   | Daytona Beach, Florida    | |
| Derrota       | 24–6–1 (1) | Josh Burkman       | Sumisión (guillotine choke) | WSOF 3                            | 14 de junio de 2013      | 1     | 0:41   | Las Vegas, Nevada         | WSOF debut.                                                                                           |
| Derrota       | 24–5–1 (1) | Demian Maia        | Decisión (unánime)          | UFC 156                           | 2 de febrero de 2013     | 3     | 5:00   | Las Vegas, Nevada         | |
| Victoria      | 24–4–1 (1) | Erick Silva        | Decisión (unánime)          | UFC 153                           | 13 de octubre de 2012    | 3     | 5:00   | Río de Janeiro            | Pelea de la Noche.                                                                                    |
| Derrota       | 23–4–1 (1) | Johny Hendricks    | KO (golpe)                  | UFC 141                           | 30 de diciembre de 2011  | 1     | 0:12   | Las Vegas, Nevada         | |
| Empate        | 23–3–1 (1) | B.J. Penn          | Empate (mayoritario)        | UFC 127                           | 27 de febrero de 2011    | 3     | 5:00   | Sídney                    | Eliminatoria por el título.                                                                           |
| Victoria      | 23–3 (1)   | Thiago Alves       | Decisión (unánime)          | UFC 117                           | 7 de agosto de 2010      | 3     | 5:00   | Oakland, California       | |
| Victoria      | 22–3 (1)   | Ben Saunders       | Decisión (unánime)          | UFC 111                           | 27 de marzo de 2010      | 3     | 5:00   | Newark, Nueva Jersey      | |
| Victoria      | 21–3 (1)   | Mike Pierce        | Decisión (unánime)          | UFC 107                           | 12 de diciembre de 2009  | 3     | 5:00   | Memphis, Tennessee        | |
| Victoria      | 20–3 (1)   | Paulo Thiago       | Decisión (unánime)          | UFC 100                           | 11 de julio de 2009      | 3     | 5:00   | Las Vegas, Nevada         | |
| Victoria      | 19–3 (1)   | Akihiro Gono       | Decisión (unánime)          | UFC 94                            | 31 de enero de 2009      | 3     | 5:00   | Las Vegas, Nevada         | |
| Derrota       | 18–3 (1)   | Georges St-Pierre  | Decisión (unánime)          | UFC 87                            | 9 de agosto de 2008      | 5     | 5:00   | Minneapolis, Minnesota    | Por el campeonato de peso wélter de UFC. Pelea de la Noche.                                           |
| Victoria      | 18–2 (1)   | Chris Wilson       | Decisión (unánime)          | UFC 82                            | 1 de marzo de 2008       | 3     | 5:00   | Columbus, Ohio            | |
| Victoria      | 17–2 (1)   | Diego Sánchez      | Decisión (dividida)         | UFC 76                            | 22 de septiembre de 2007 | 3     | 5:00   | Anaheim, California       | |
| Victoria      | 16–2 (1)   | Roan Carneiro      | Sumisión (rear-naked choke) | UFC Fight Night: Stout vs. Fisher | 12 de junio de 2007      | 2     | 1:07   | Hollywood, Florida        | |
| Victoria      | 15–2 (1)   | Luigi Fioravanti   | Sumisión (rear-naked choke) | UFC 68                            | 3 de marzo de 2007       | 2     | 3:05   | Columbus, Ohio            | |
| Victoria      | 14–2 (1)   | Kuniyoshi Hironaka | Decisión (unánime)          | UFC 64                            | 14 de octubre de 2006    | 3     | 5:00   | Las Vegas, Nevada         | |
| Victoria      | 13–2 (1)   | Thiago Alves       | TKO (patada alta y golpes)  | UFC Ultimate Fight Night 5        | 28 de junio de 2006      | 2     | 4:37   | Las Vegas, Nevada         | |
| Victoria      | 12–2 (1)   | Josh Burkman       | Sumisión (rear-naked choke) | UFC Ultimate Fight Night 4        | 6 de abril de 2006       | 2     | 4:57   | Las Vegas, Nevada         | Pelea de peso wélter.                                                                                 |
| Victoria      | 11–2 (1)   | Brock Larson       | Decisión (unánime)          | UFC Ultimate Fight Night 2        | 3 de octubre de 2005     | 3     | 5:00   | Las Vegas, Nevada         | UFC debut.                                                                                            |
| Victoria      | 10–2 (1)   | Jeff Joslin        | Decisión (dividida)         | Freedom Fight: Canada vs. USA     | 9 de julio de 2005       | 3     | 5:00   | Hull                      | |
| Victoria      | 9–2 (1)    | Alex Serdyukov     | TKO (golpes)                | MMA México 1                      | 17 de diciembre de 2004  | 2     | 2:15   | Ciudad Juárez             | |
| Victoria      | 8–2 (1)    | Jorge Ortiz        | Decisión (unánime)          | MMA México 1                      | 17 de diciembre de 2004  | 3     | 5:00   | Ciudad Juárez             | |
| Victoria      | 7–2 (1)    | Mike Seal          | TKO (lesión)                | MMA México 1                      | 17 de diciembre de 2004  | 2     | 2:35   | Ciudad Juárez             | |
| Victoria      | 6–2 (1)    | Kengo Ura          | Decisión (unánime)          | Venom 1                           | 18 de septiembre de 2004 | 2     | 5:00   | Las Vegas, Nevada         | |
| Victoria      | 5–2 (1)    | Shonie Carter      | Sumisión (slam)             | Shooto USA                        | 14 de noviembre de 2003  | 3     | 0:41   | Las Vegas, Nevada         | Pelea de peso medio.                                                                                  |
| Victoria      | 4–2 (1)    | Gabe Garcia        | TKO (golpes)                | X-1                               | 6 de septiembre de 2003  | 1     | 2:41   | Yokohama                  | |
| Victoria      | 3–2 (1)    | Kyle Jensen        | Decisión (unánime)          | Battleground 1                    | 19 de julio de 2003      | 3     | 5:00   | Chicago, Illinois         | |
| Sin resultado | 2–2 (1)    | Solomon Hutcherson | Sin resultado               | HOOKnSHOOT 1.1                    | 8 de marzo de 2003       | 2     |        | Evansville, Indiana       | Cambiado a "Sin resultado" después de que Hutcherson pateara a Fitch en el suelo abriéndole un corte. |
| Derrota       | 2–2        | Wilson Gouveia     | KO (rodillazo)              | HOOKnSHOOT 1                      | 13 de diciembre de 2002  | 1     | 2:48   | Fort Lauderdale, Florida  | |
| Victoria      | 2–1        | Eric Tix           | KO (golpe)                  | UW 2                              | 7 de septiembre de 2002  | 1     | 0:07   | Fridley, Minnesota        | |
| Victoria      | 1–1        | Dan Hart           | Sumisión (guillotine choke) | UW 1                              | 7 de septiembre de 2002  | 1     | 0:58   | Fridley, Minnesota        | |
| Derrota       | 0–1        | Mike Pyle          | Sumisión (rear-naked choke) | RFC 1                             | 13 de julio de 2002      | 1     | 2:35   | Las Vegas, Nevada         | |